# Alan Mannus
Alan Mannus (Toronto, 1982. május 19. –) kanadai születésű északír válogatott labdarúgókapus, jelenleg a Shamrock Rovers játékosa.
Az Északír válogatott tagjaként részt vett a 2016-os Európa-bajnokságon.

## Sikerei, díjai
Linfield
- Északír bajnok (5): 2000–01, 2003–04, 2005–06, 2006–07, 2007–08
- Északír kupa (4): 2001–02, 2005–06, 2006–07, 2007–08

Északír
- Skót kupa (1): 2013–14